# Shi Shen
Dans ce nom chinois, le nom de famille, Shi, précède le nom personnel Shen.
Ne doit pas être confondu avec Shen Shi.
Shi Shen (chinois : 石申 ; Wade : Shih Shen, IVe siècle av. J.-C.) était un astronome chinois et contemporain de Gan De né dans l'État de Wei, également connu sous le nom de Maître Shi Shen (Shi Shenfu).

## Observations
Shi est crédité du positionnement de 121 étoiles découvertes dans les textes préservés. Shen a aussi observé les tâches du soleil à des dates non précises,, observations parfois attribuées à Gan De. Il suppose que ces tâches étaient des éclipses qui commençaient au centre du soleil et se propageaient vers l'extérieur. Bien qu'il ait tort, il reconnaissait les tâches pour ce qu'elles sont : des phénomènes solaires.
Son travail comprend les livres Astronomie (appelé également Traité de Shi sur les étoiles) en 8 volumes, Carte céleste et Catalogue des étoiles de Shi. Il semble de nos jours que les deux derniers ouvrages aient été écrit pas ses disciples. La plupart de ses travaux ne nous sont pas parvenus intacts, mais quelques écrits cruciaux ont été préservés dans le Traité d'astrologie de l'ère Kaiyaun.

## Livres
Shi Shen a écrit l'Astronomie Shi Shen (chinois : 石申天文 ; pinyin : Shi Shen tienwen).

## Influence
Gan De et Shi Shen sont largement cités dans divers textes astronomiques bien après leur mort, même s'l faut distinguer les ouvrages écrits avec des noms similaires mais qui n'ont pas été écrits par eux-mêmes. Par exemple, le Manuel des étoiles des maîtres Guna et Shi (chinois : 甘石星經 ; pinyin : Gan Shi Xingjing) a en réalité été compilé par Ma Xian (馬顯) vers l'an 579 comme une annexe à un traité calendaire.
En hommage, un cratère sur la lune porte le nom de Shi Shen.